# Holotrichia malindangensis
Holotrichia malindangensis är en skalbaggsart som beskrevs av Matsumoto 2010. Holotrichia malindangensis ingår i släktet Holotrichia och familjen Melolonthidae. Inga underarter finns listade i Catalogue of Life.